# Tildia zonata
Tildia zonata is een vlinder uit de familie van de Nymphalidae. De wetenschappelijke naam van de soort is voor het eerst voorgesteld als Acraea zonata door William Chapman Hewitson in een publicatie uit 1877.
De soort komt voor in de bossen van Kenia, Tanzania, Malawi en Mozambique.